# Hydrozoer
Hydrozoer eller hydror (Hydrozoa) är en klass i stammen nässeldjur (Cnida'ria). Hydrozoer är en artrik och mycket varierad grupp nässeldjur, avseende utseende och levnadssätt. De flesta är små, marina och kolonibildande, men det finns även en del hydrozoer som lever i sötvatten och de som lever solitärt. En del kolonibildande hydrozoer har flytande kolonier, som blåsmanet, andra bildar fastsittande kolonier, på bottnar eller andra fasta underlag som stenar och skeppsvrak.
Många hydrozoer har liksom maneterna generationsväxling, men hos hydrozoer är det polypen som är den dominerande livsformen, istället för medusan, som hos maneterna. Hydrozoernas medusor är oftast små, bara några millimeter i diameter. En del arter saknar medusageneration.

## Externa länkar

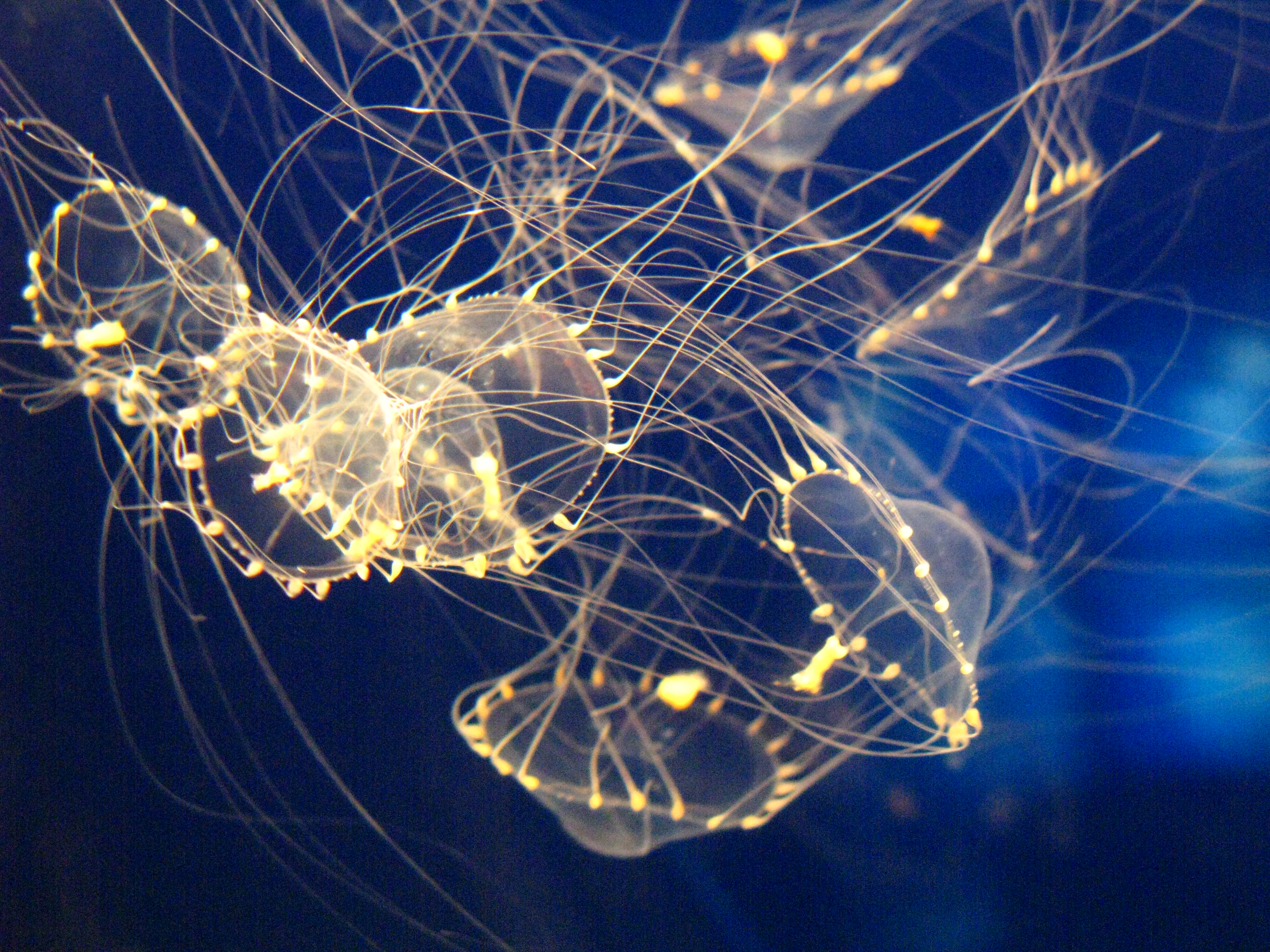
Tima formosa